# Sinfonia n. 8 (Dvořák)
La Sinfonia n. 8 in Sol maggiore, "Inglese" di Antonín Dvořák (op. 88) (B163) è considerata, assieme alla Sinfonia n. 7 in Re minore e alla più nota Sinfonia n. 9 in Mi minore, il picco degli scritti sinfonici di Dvořák e tra le sinfonie meglio riuscite del XIX secolo.
Di queste, è la più influenzata dalla musica popolare boema.
Fu composta nel 1889 a Vysoká u Příbrami (Boemia) ed eseguita in prima assoluta, con la direzione dello stesso compositore, al Teatro Nazionale di Praga il 2 febbraio 1890.

## Strumentazione
L'Ottava Sinfonia di Dvořák prevede il seguente organico orchestrale:
- 2 flauti (uno anche ottavino)
- 2 oboi (uno anche corno inglese)
- 2 clarinetti
- 2 fagotti
- 4 corni
- 2 trombe
- 3 tromboni
- Basso Tuba
- Percussioni: timpani
- Strumenti ad arco (violini, viole, violoncelli e contrabassi)

## Movimenti
Il primo movimento, in Sol maggiore, è formato da due temi festosi influenzati dal romanticismo nazionalista slavo.
Il secondo movimento è formato da un tema malinconico in Do minore e da uno più sereno in Do maggiore.
Il terzo movimento, in Sol minore, è in forma di Scherzo e si ispira alle danze popolari slave.
Il quarto movimento è introdotto da squilli di tromba, segue un tema di danza introdotto dai violoncelli. Dopo un episodio centrale in diverse tonalità segue una riproposizione del primo tema in variazioni più lente fino a una coda molto ritmica dell'orchestra al completo che conclude l'opera

## Discografia
- London Symphony Orchestra, István Kertész, Decca, 2006, 475 7517
- Wiener Philharmoniker, Berliner Philharmoniker, Herbert von Karajan, Deutsche Grammophon, 2003, 474 2662 2
- Berliner Philharmoniker, Symphonieorchester des Bayerischen Rundfunks, Rafael Kubelik, Deutsche Grammophon, 1995, 447 4122 3